# جیسون رید
جیسون رید (انگلیسی: Jason Read؛ زادهٔ ۲۴ دسامبر ۱۹۷۷) قایقران روئینگ اهل ایالات متحده آمریکا بود.
وی در مسابقات کشوری و بین‌المللی در مجموع برندهٔ ۴ مدال طلا، ۱ مدال نقره شده‌است.